# 东方汇理银行

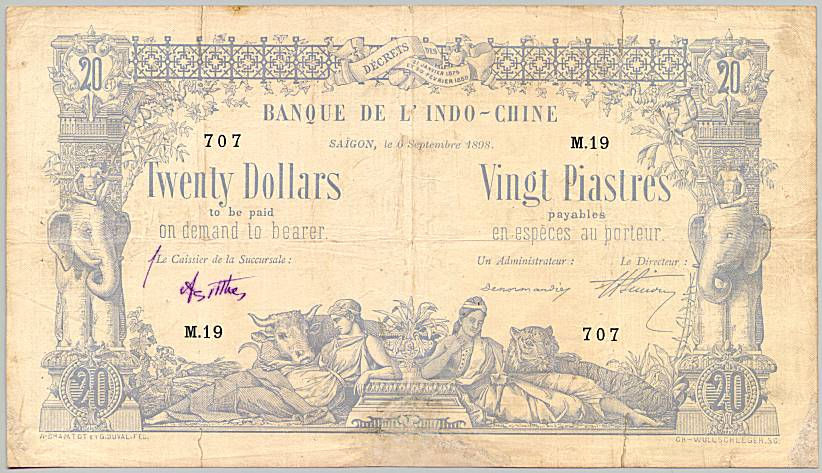
1898年的法屬印度支那20皮阿斯特鈔票（西貢分行簽發）

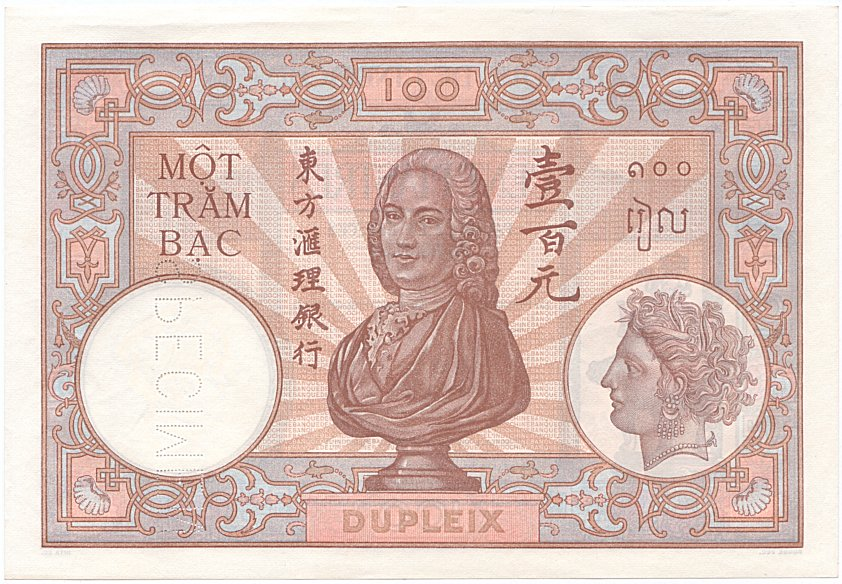
1932年的100皮阿斯特鈔票，圖像是法國東印度公司總督约瑟夫·弗朗索瓦·杜布雷

東方匯理银行（法語：Banque de l'Indochine；越南语：／）成立于1875年1月21日，总部位於法國巴黎，主要經營法國在亚洲殖民地印度支那的銀行業務，並發行貨幣。

## 歷史

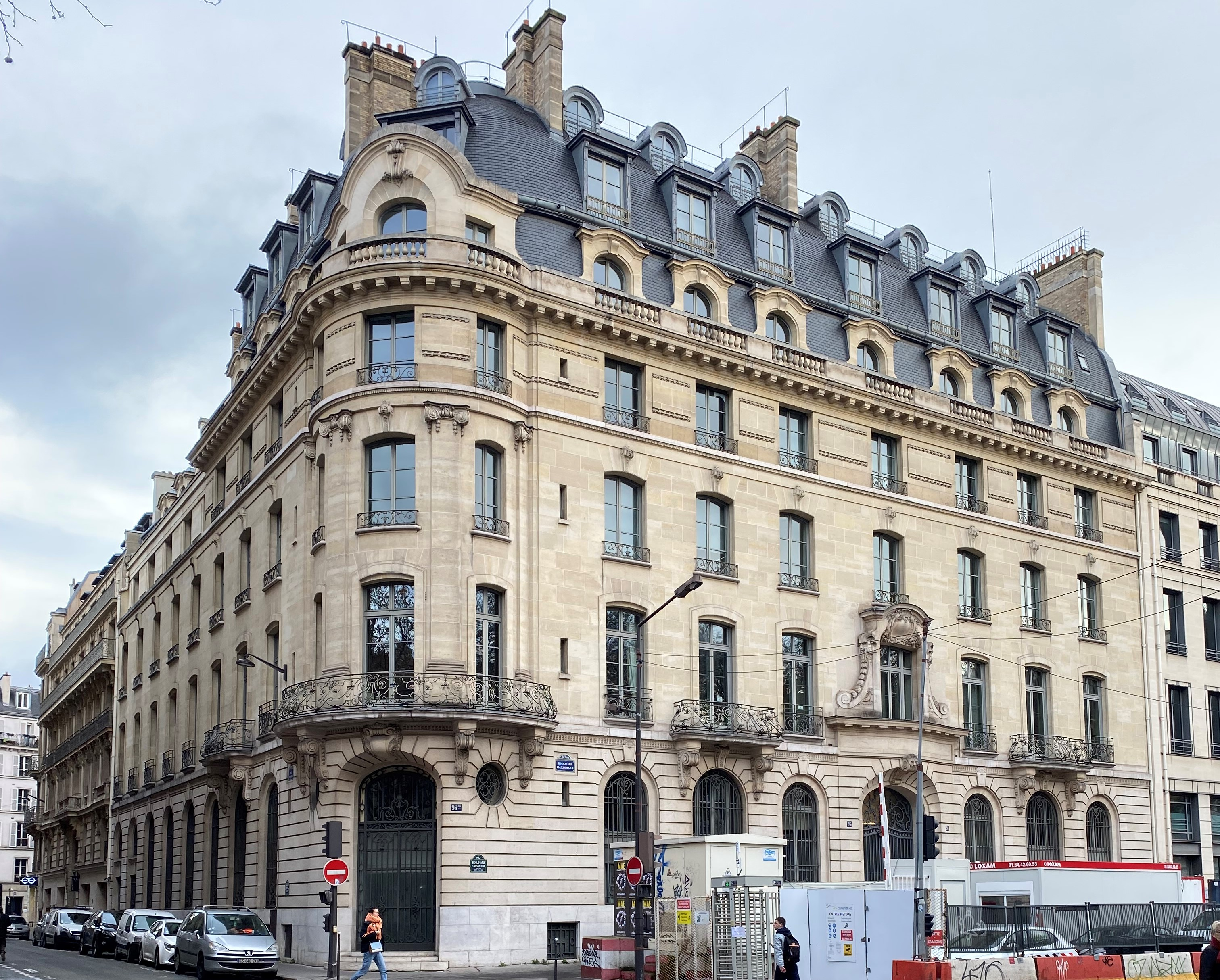
在巴黎的总部

直至第二次世界大戰前，銀行經歷了三個發展階段。從1875年到1888年，它作為一間殖民地銀行，以幫助法國政府管理在東南亞的殖民地的資產。然後從1889年到1900年，該銀行業務重心由印度支那轉移至中國，此後，從1900年到1941年，銀行代表法國政府處理庚子賠款和法國和中國之間的國際貿易的利益。1975年與蘇伊士銀行（法語：Banque de Suez）合併成為印度蘇伊士銀行（法語：Banque Indosuez），1996年被法國農業信貸銀行的前身（法語：Caisse Nationale de Crédit Agricole，CNCN）收購，1997年CNCN把旗下專營法國的企業銀行（法語：Unicrédit）及CNCN的國際市場，企業及貿易融資業務，注入印度蘇伊士銀行，並於同年7月1日易名為Crédit Agricole Indosuez（CAI）。
法国农业信贷银行目前将东方汇理银行的品牌用于旗下投资银行法国东方汇理银行。

## 在中国的业务

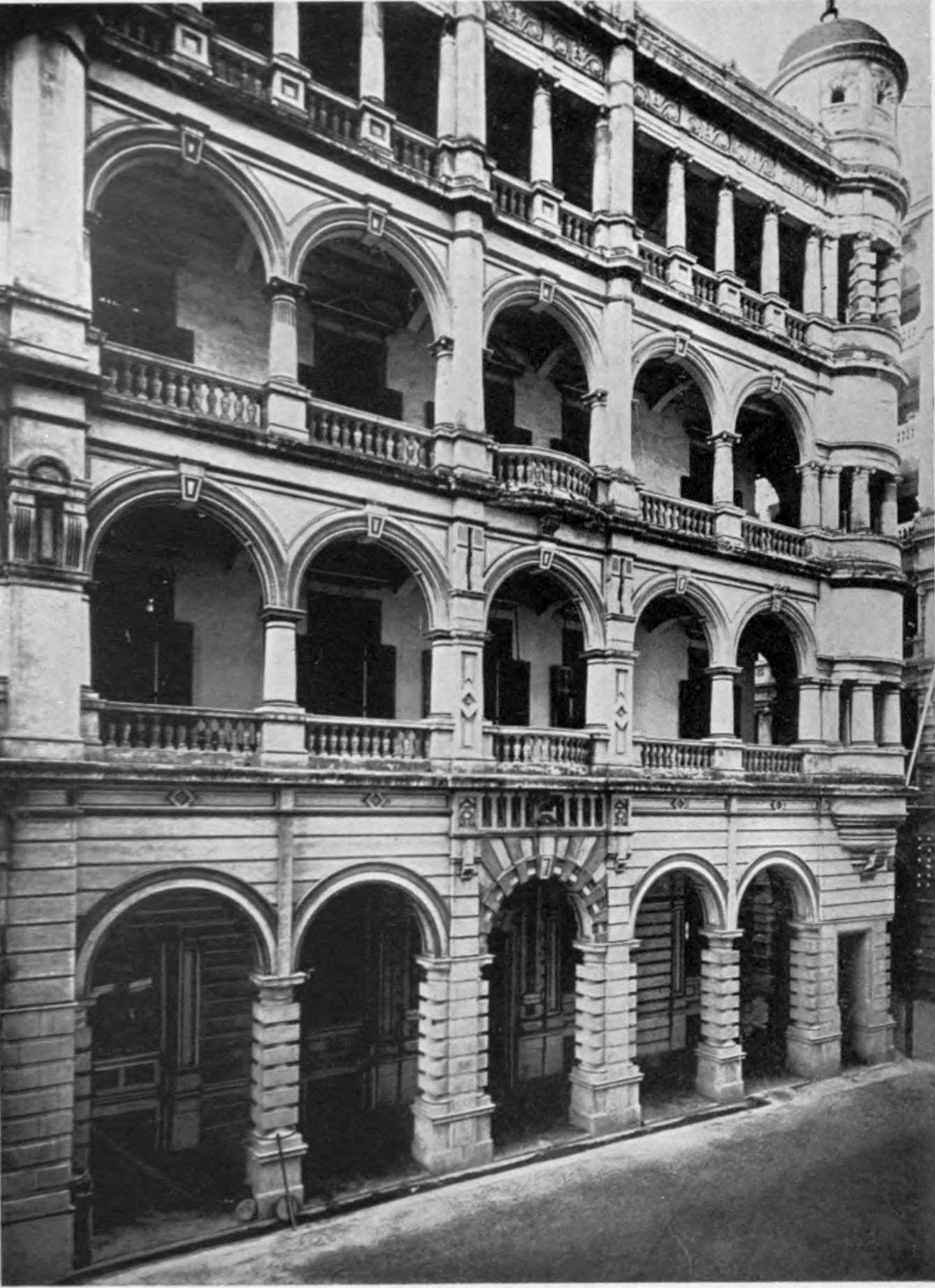
1908年位於香港的東方匯理银行

1888年该行将业务扩展到中国，1889年在广州沙面法租界内开设广州分行。同年在天津法租界大法国路开设天津分行、1894年开设香港分行。1899年开设上海分行，1901年开设汉口分行。在中国的其他分行开设在沈阳、北京、蒙自（1914年）、昆明（1918年）、广州湾（1926年）。1949年中华人民共和国成立后，上海东方汇理银行被中华人民共和国政府批准为外汇业务“指定银行”。后由于外商企业撤出上海，业务清淡，1955年向中国政府提出申请，被批准停业清理。隨後所有建築被當局充公。1982年，东方汇理银行回到中国大陆，设立深圳分行，1991年重新开设上海分行，1994年重新开设广州分行。

### 在华历史建筑
- 东方汇理银行北京分行
- 天津东方汇理银行大楼
- 东方汇理银行大楼 (外滩)
- 东方汇理银行汉口支行旧址
- 沈阳汇理银行大楼